# Solsticio de diciembre
| Fecha y hora UTC de solsticios y equinoccios entre 2004-2050 | Fecha y hora UTC de solsticios y equinoccios entre 2004-2050 | Fecha y hora UTC de solsticios y equinoccios entre 2004-2050 | Fecha y hora UTC de solsticios y equinoccios entre 2004-2050 | Fecha y hora UTC de solsticios y equinoccios entre 2004-2050 | Fecha y hora UTC de solsticios y equinoccios entre 2004-2050 | Fecha y hora UTC de solsticios y equinoccios entre 2004-2050 | Fecha y hora UTC de solsticios y equinoccios entre 2004-2050 | Fecha y hora UTC de solsticios y equinoccios entre 2004-2050 |
| año                                                          | Equinoccio de marzo                                          | Equinoccio de marzo                                          | Solsticio de junio                                           | Solsticio de junio                                           | Equinoccio de septiembre                                     | Equinoccio de septiembre                                     | Solsticio de diciembre                                       | Solsticio de diciembre                                       |
| año                                                          | día                                                          | hora                                                         | día                                                          | hora                                                         | día                                                          | hora                                                         | día                                                          | hora                                                         |
| ------------------------------------------------------------ | ------------------------------------------------------------ | ------------------------------------------------------------ | ------------------------------------------------------------ | ------------------------------------------------------------ | ------------------------------------------------------------ | ------------------------------------------------------------ | ------------------------------------------------------------ | ------------------------------------------------------------ |
| 2004                                                         | 20                                                           | 06:49                                                        | 21                                                           | 00:57                                                        | 22                                                           | 16:30                                                        | 21                                                           | 12:42                                                        |
| 2005                                                         | 20                                                           | 12:33                                                        | 21                                                           | 06:46                                                        | 22                                                           | 22:23                                                        | 21                                                           | 18:35                                                        |
| 2006                                                         | 20                                                           | 18:26                                                        | 21                                                           | 12:26                                                        | 23                                                           | 04:03                                                        | 22                                                           | 00:22                                                        |
| 2007                                                         | 21                                                           | 00:07                                                        | 21                                                           | 18:06                                                        | 23                                                           | 09:51                                                        | 22                                                           | 06:08                                                        |
| 2008                                                         | 20                                                           | 05:48                                                        | 20                                                           | 23:59                                                        | 22                                                           | 15:44                                                        | 21                                                           | 12:04                                                        |
| 2009                                                         | 20                                                           | 11:44                                                        | 21                                                           | 05:45                                                        | 22                                                           | 21:18                                                        | 21                                                           | 17:47                                                        |
| 2010                                                         | 20                                                           | 17:32:13                                                     | 21                                                           | 11:28:25                                                     | 23                                                           | 03:09:02                                                     | 21                                                           | 23:38:28                                                     |
| 2011                                                         | 20                                                           | 23:21:44                                                     | 21                                                           | 17:16:30                                                     | 23                                                           | 09:04:38                                                     | 22                                                           | 05:30:03                                                     |
| 2012                                                         | 20                                                           | 05:14:25                                                     | 20                                                           | 23:09:49                                                     | 22                                                           | 14:49:59                                                     | 21                                                           | 11:12:37                                                     |
| 2013                                                         | 20                                                           | 11:02:55                                                     | 21                                                           | 05:04:57                                                     | 22                                                           | 20:44:08                                                     | 21                                                           | 17:11:00                                                     |
| 2014                                                         | 20                                                           | 16:57:05                                                     | 21                                                           | 10:51:14                                                     | 23                                                           | 02:29:05                                                     | 21                                                           | 23:03:01                                                     |
| 2015                                                         | 20                                                           | 22:45:09                                                     | 21                                                           | 16:38:55                                                     | 23                                                           | 08:20:33                                                     | 22                                                           | 04:48:57                                                     |
| 2016                                                         | 20                                                           | 04:30:11                                                     | 20                                                           | 22:34:11                                                     | 22                                                           | 14:21:07                                                     | 21                                                           | 10:44:10                                                     |
| 2017                                                         | 20                                                           | 10:28:38                                                     | 21                                                           | 04:24:09                                                     | 22                                                           | 20:02:48                                                     | 21                                                           | 16:28:57                                                     |
| 2018                                                         | 20                                                           | 16:15:27                                                     | 21                                                           | 10:07:18                                                     | 23                                                           | 01:54:05                                                     | 21                                                           | 22:23:44                                                     |
| 2019                                                         | 20                                                           | 21:58:25                                                     | 21                                                           | 15:54:14                                                     | 23                                                           | 07:50:10                                                     | 22                                                           | 04:19:25                                                     |
| 2020                                                         | 20                                                           | 03:50:36                                                     | 20                                                           | 21:44:40                                                     | 22                                                           | 13:31:38                                                     | 21                                                           | 10:02:19                                                     |
| 2021                                                         | 20                                                           | 09:37:27                                                     | 21                                                           | 03:32:08                                                     | 22                                                           | 19:21:03                                                     | 21                                                           | 15:59:16                                                     |
| 2022                                                         | 20                                                           | 15:33:23                                                     | 21                                                           | 09:13:49                                                     | 23                                                           | 01:03:40                                                     | 21                                                           | 21:48:10                                                     |
| 2023                                                         | 20                                                           | 21:24:24                                                     | 21                                                           | 14:57:47                                                     | 23                                                           | 06:49:56                                                     | 22                                                           | 03:27:19                                                     |
| 2024                                                         | 20                                                           | 03:06:21                                                     | 20                                                           | 20:50:56                                                     | 22                                                           | 12:43:36                                                     | 21                                                           | 09:20:30                                                     |
| 2025                                                         | 20                                                           | 09:01:25                                                     | 21                                                           | 02:42:11                                                     | 22                                                           | 18:19:16                                                     | 21                                                           | 15:03:01                                                     |
| 2026                                                         | 20                                                           | 14:45:53                                                     | 21                                                           | 08:24:26                                                     | 23                                                           | 00:05:08                                                     | 21                                                           | 20:50:09                                                     |
| 2027                                                         | 20                                                           | 20:24:36                                                     | 21                                                           | 14:10:45                                                     | 23                                                           | 06:01:38                                                     | 22                                                           | 02:42:04                                                     |
| 2028                                                         | 20                                                           | 02:17:02                                                     | 20                                                           | 20:01:54                                                     | 22                                                           | 11:45:12                                                     | 21                                                           | 08:19:33                                                     |
| 2029                                                         | 20                                                           | 08:01:52                                                     | 21                                                           | 01:48:11                                                     | 22                                                           | 17:38:23                                                     | 21                                                           | 14:13:59                                                     |
| 2030                                                         | 20                                                           | 13:51:58                                                     | 21                                                           | 07:31:11                                                     | 22                                                           | 23:26:46                                                     | 21                                                           | 20:09:30                                                     |
| 2031                                                         | 20                                                           | 19:40:51                                                     | 21                                                           | 13:17:00                                                     | 23                                                           | 05:15:10                                                     | 22                                                           | 01:55:25                                                     |
| 2032                                                         | 20                                                           | 01:21:45                                                     | 20                                                           | 19:08:38                                                     | 22                                                           | 11:10:44                                                     | 21                                                           | 07:55:48                                                     |
| 2033                                                         | 20                                                           | 07:22:35                                                     | 21                                                           | 01:00:59                                                     | 22                                                           | 16:51:31                                                     | 21                                                           | 13:45:51                                                     |
| 2034                                                         | 20                                                           | 13:17:20                                                     | 21                                                           | 06:44:02                                                     | 22                                                           | 22:39:25                                                     | 21                                                           | 19:33:50                                                     |
| 2035                                                         | 20                                                           | 19:02:34                                                     | 21                                                           | 12:32:58                                                     | 23                                                           | 04:38:46                                                     | 22                                                           | 01:30:42                                                     |
| 2036                                                         | 20                                                           | 01:02:40                                                     | 20                                                           | 18:32:03                                                     | 22                                                           | 10:23:09                                                     | 21                                                           | 07:12:42                                                     |
| 2037                                                         | 20                                                           | 06:50:05                                                     | 21                                                           | 00:22:16                                                     | 22                                                           | 16:12:54                                                     | 21                                                           | 13:07:33                                                     |
| 2038                                                         | 20                                                           | 12:40:27                                                     | 21                                                           | 06:09:12                                                     | 22                                                           | 22:02:05                                                     | 21                                                           | 19:02:08                                                     |
| 2039                                                         | 20                                                           | 18:31:50                                                     | 21                                                           | 11:57:14                                                     | 23                                                           | 03:49:25                                                     | 22                                                           | 00:40:23                                                     |
| 2040                                                         | 20                                                           | 00:11:29                                                     | 20                                                           | 17:46:11                                                     | 22                                                           | 09:44:43                                                     | 21                                                           | 06:32:38                                                     |
| 2041                                                         | 20                                                           | 06:06:36                                                     | 20                                                           | 23:35:39                                                     | 22                                                           | 15:26:21                                                     | 21                                                           | 12:18:07                                                     |
| 2042                                                         | 20                                                           | 11:53:06                                                     | 21                                                           | 05:15:38                                                     | 22                                                           | 21:11:20                                                     | 21                                                           | 18:03:51                                                     |
| 2043                                                         | 20                                                           | 17:27:34                                                     | 21                                                           | 10:58:09                                                     | 23                                                           | 03:06:43                                                     | 22                                                           | 00:01:01                                                     |
| 2044                                                         | 19                                                           | 23:20:20                                                     | 20                                                           | 16:50:55                                                     | 22                                                           | 08:47:39                                                     | 21                                                           | 05:43:22                                                     |
| 2045                                                         | 20                                                           | 05:07:24                                                     | 20                                                           | 22:33:41                                                     | 22                                                           | 14:32:42                                                     | 21                                                           | 11:34:54                                                     |
| 2046                                                         | 20                                                           | 10:57:38                                                     | 21                                                           | 04:14:26                                                     | 22                                                           | 20:21:31                                                     | 21                                                           | 17:28:16                                                     |
| 2047                                                         | 20                                                           | 16:52:26                                                     | 21                                                           | 10:03:16                                                     | 23                                                           | 02:07:52                                                     | 21                                                           | 23:07:01                                                     |
| 2048                                                         | 19                                                           | 22:33:37                                                     | 20                                                           | 15:53:43                                                     | 22                                                           | 08:00:26                                                     | 21                                                           | 05:02:03                                                     |
| 2049                                                         | 20                                                           | 04:28:24                                                     | 20                                                           | 21:47:06                                                     | 22                                                           | 13:42:24                                                     | 21                                                           | 10:51:57                                                     |
| 2050                                                         | 20                                                           | 10:19:22                                                     | 21                                                           | 03:32:48                                                     | 22                                                           | 19:28:18                                                     | 21                                                           | 16:38:29                                                     |

El solsticio de diciembre (el término solsticio proviene del latín sol ["Sol"] y sistere ["permanepcer quieto"]), también conocido como solsticio del sur, ocurre cada diciembre, generalmente el 21 de diciembre, pero puede variar un día en cualquier dirección según el calendario gregoriano.

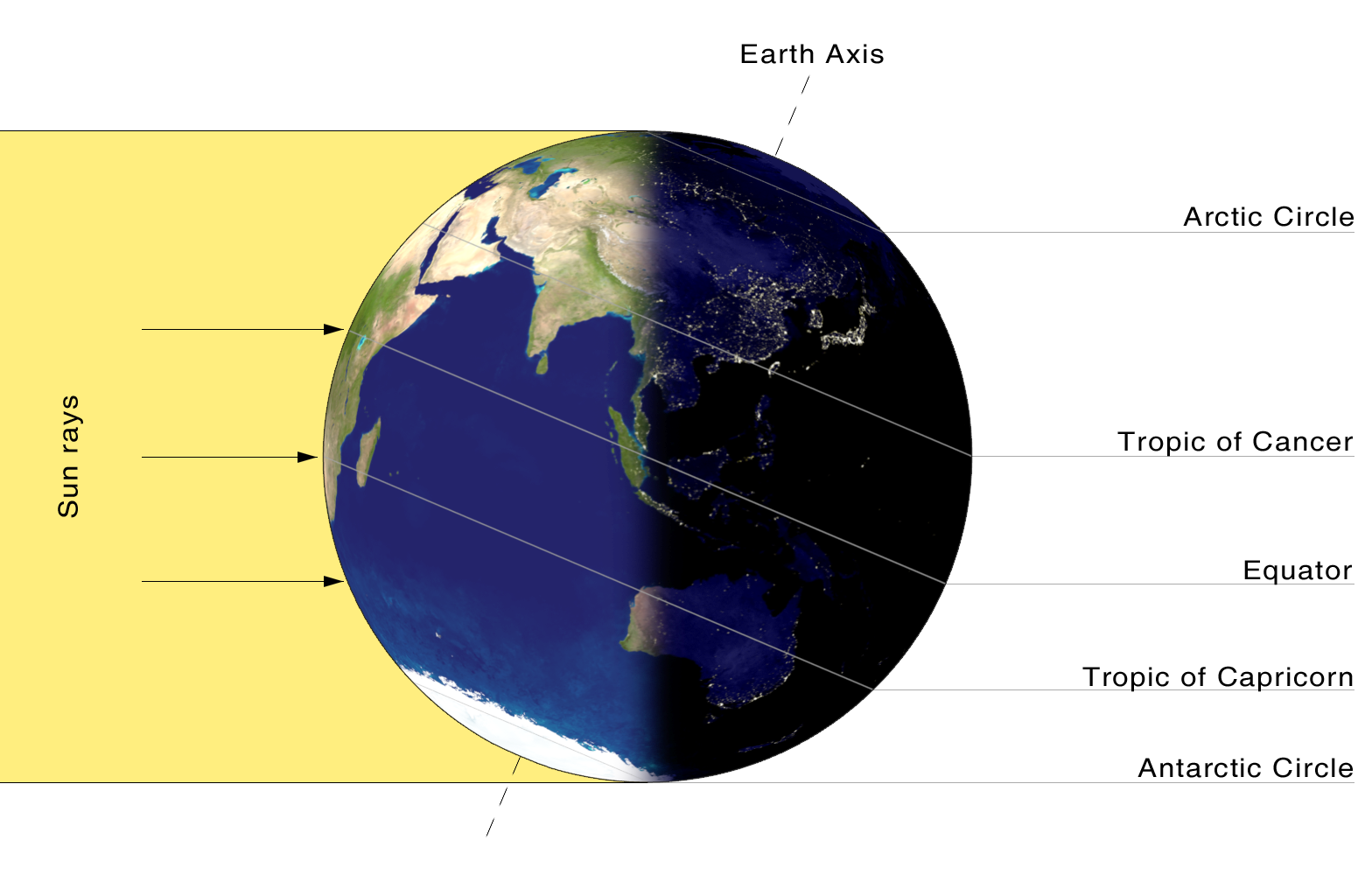
Iluminación de la Tierra por el Sol en el solsticio de diciembre.

En el hemisferio norte, el solsticio de diciembre es el solsticio de invierno (el día con el período de luz más corto), también conocido como solsticio hiemal, y corresponde al instante en que la posición del Sol en el cielo se encuentra a la mayor distancia angular negativa del ecuador celeste. 
En el hemisferio sur es el solsticio de verano (el día con el período de luz más largo), también conocido como solsticio vernal y ocurre cuando el semieje de un planeta, ya sea en el hemisferio norte o en el sur, está más inclinado hacia la estrella de su órbita. La máxima inclinación del eje de la Tierra hacia el sol es de 23°27'. Esto ocurre dos veces al año: dos momentos en los que el Sol alcanza su posición más alta en el cielo, como se ve desde el polo norte o sur. 
El solsticio también marca el cambio de estaciones. El 21 de diciembre es el primer día de invierno en el hemisferio norte y el primer día de verano en el hemisferio sur.

## Año solar
El año solar del solsticio de diciembre es el año solar basado en el solsticio de diciembre. Por lo tanto, es el período de tiempo entre solsticios de diciembre adyacentes.
La duración del año del solsticio de diciembre ha sido relativamente estable entre el 6000 a. C. y el 2000, de 49 minutos y 30 segundos a 50 minutos más sobre 365 días y 5 horas. Desde 2000 se está acortando. En el año 4000 el tiempo sobrante será 48:52 y en 10000, de 46:45.